# All Things Bright and Beautiful
All Things Bright and Beautiful é um álbum de Owl City lançado no dia 14 de junho de 2011. Nos EUA, o álbum debutou no número 6 da Billboard 200 vendendo 48.000 cópias.

## Faixas
1. The Real World 3:55
2. Deer in the Headlights 3:01
3. Angels 3:40
4. Dreams Don't Turn To Dust 3:45
5. Honey and the Bee (ft. Breanne Düren) 3:45
6. Kamikaze 3:28
7. January 28, 1986 0:38
8. Galaxies 4:03
9. Hospital Flowers 3:39
10. Alligator Sky (ft. Shawn Chrystopher) 3:05
11. The Yacht Club (ft. Light) 4:33
12. Plant Life 4:11

Bônus do iTunes:
1. How I Became The Sea
2. Alligator Sky

Edição japonesa:
1. How I Became The Sea 4:25
2. Shy Violet 3:49
3. To The Sky 3:40